# Kasteel Hackfort

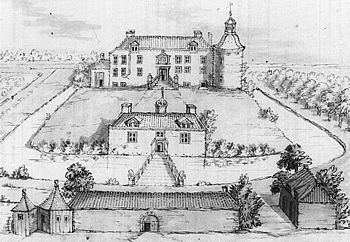
Prent van het kasteel, circa 1718.

Kasteel Hackfort is een kasteel in Vorden, in de Nederlandse provincie Gelderland. Het kasteel is in eigendom van de Vereniging tot Behoud van Natuurmonumenten.

## Bouwkundige geschiedenis
In 1392 staat in het leenregister van de heren van Bronckhorst een huis tot "Hacforden" met voorburcht en grachten vermeld. Het is begonnen als een woontoren. Het is grotendeels verwoest door Spaanse troepen in 1586 tijdens de Tachtigjarige Oorlog. In 1598 is het herbouwd door Borchard van Westerholt. Op een gevelsteen staat dit vermeld, alsmede dat het kasteel in 1788 flink verbouwd is door Borchard Frederic Willem van Westerholt. Het werd een strakkere gevel met grote ramen, in plaats van een gevel met uitstekende toiletten en kruisramen met onderin vensterluiken zoals voordien. Het poortgebouw werd gesloopt, zodat het aanzicht op de nu symmetrische voorgevel en het bordes vrij kwam. Ook de grachten werden gedempt. Het kasteel ligt te midden van bossen en weilanden. Bij het kasteel bevindt zich ook de Watermolen van Hackfort.

## Eigenaren
In 1324 verkocht Willem van Bronckhorst een goed te "Hacvorde" aan Jacob van der Welle, die zich daarna Van Hackfort ging noemen. Leenheer bleven de Van Bronckhorsten tot 1702. In 1581 kwam het via de erfdochter Jacoba van Hackfort aan de familie Van Raesfelt. Via hun dochter Margarethe vererfde in 1602 de leenopvolging aan haar neef Borchard van Westerholt, die voor haar overlijden het kasteel weer had opgebouwd. Het is eeuwenlang in bezit van de baronnen Van Westerholt gebleven.
Toen Borchard Frederik Willem, de een na laatste generatie uit het geslacht Westerholt, in 1934 overleed, liet hij zijn vijf kinderen als erfgenaam achter. Behalve Clara waren ze allen ongehuwd. Clara werd in 1935 uitgeboedeld. Haar broer en drie zussen bleven eigenaren, elk voor ieder een kwart. In 1964 overleed 'freule zus' uit Den Haag. Zij legateerde haar kwart aan Natuurmonumenten. In datzelfde jaar maakte haar broer Arend een testament waarin hij zijn kwart ook aan Natuurmonumenten naliet. Arend en zijn zussen bleven het beheer houden tot de laatste erfgenaam overleden zou zijn. Arend overleed op 8 oktober 1970, zijn zus freule Emma op 28 november 1971. Zus Sannie voerde daarna als enige het beheer over Hackfort. Freule Sannie overleed als laatste Westerholt op 14 april 1981 waarmee Hackfort geheel in eigendom kwam aan Natuurmonumenten.

Hackfort volgens Siebmachers wapenboek
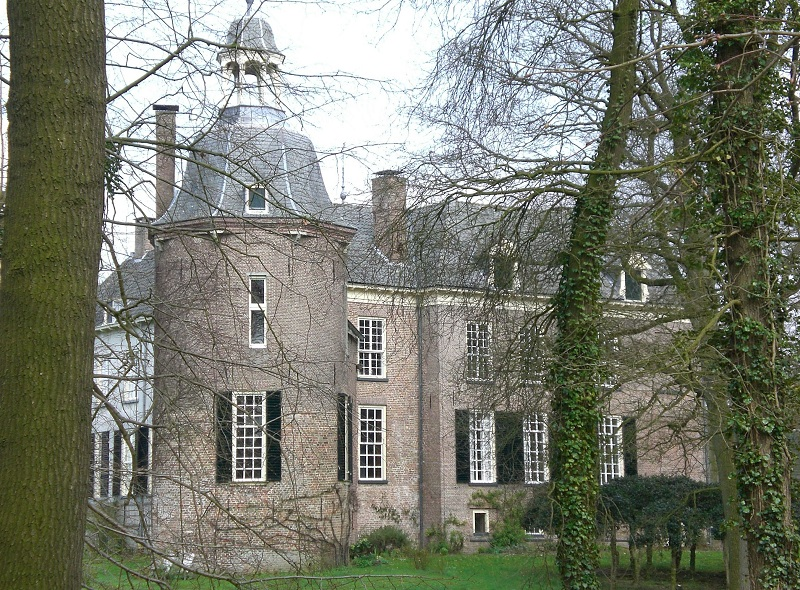
Kasteel Hackfort te Vorden
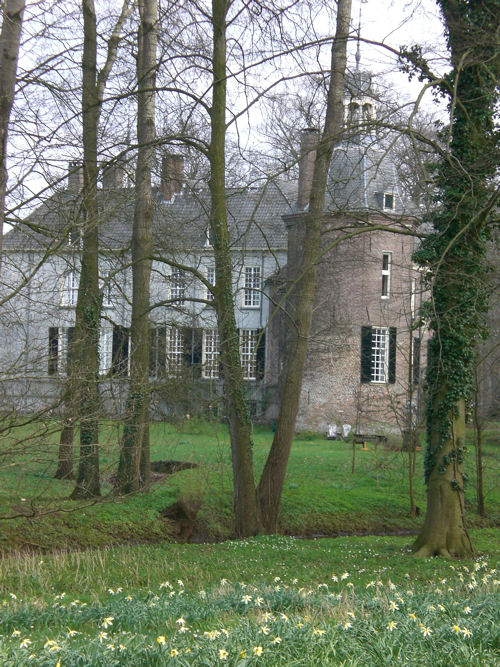
Hackfort in 't groen
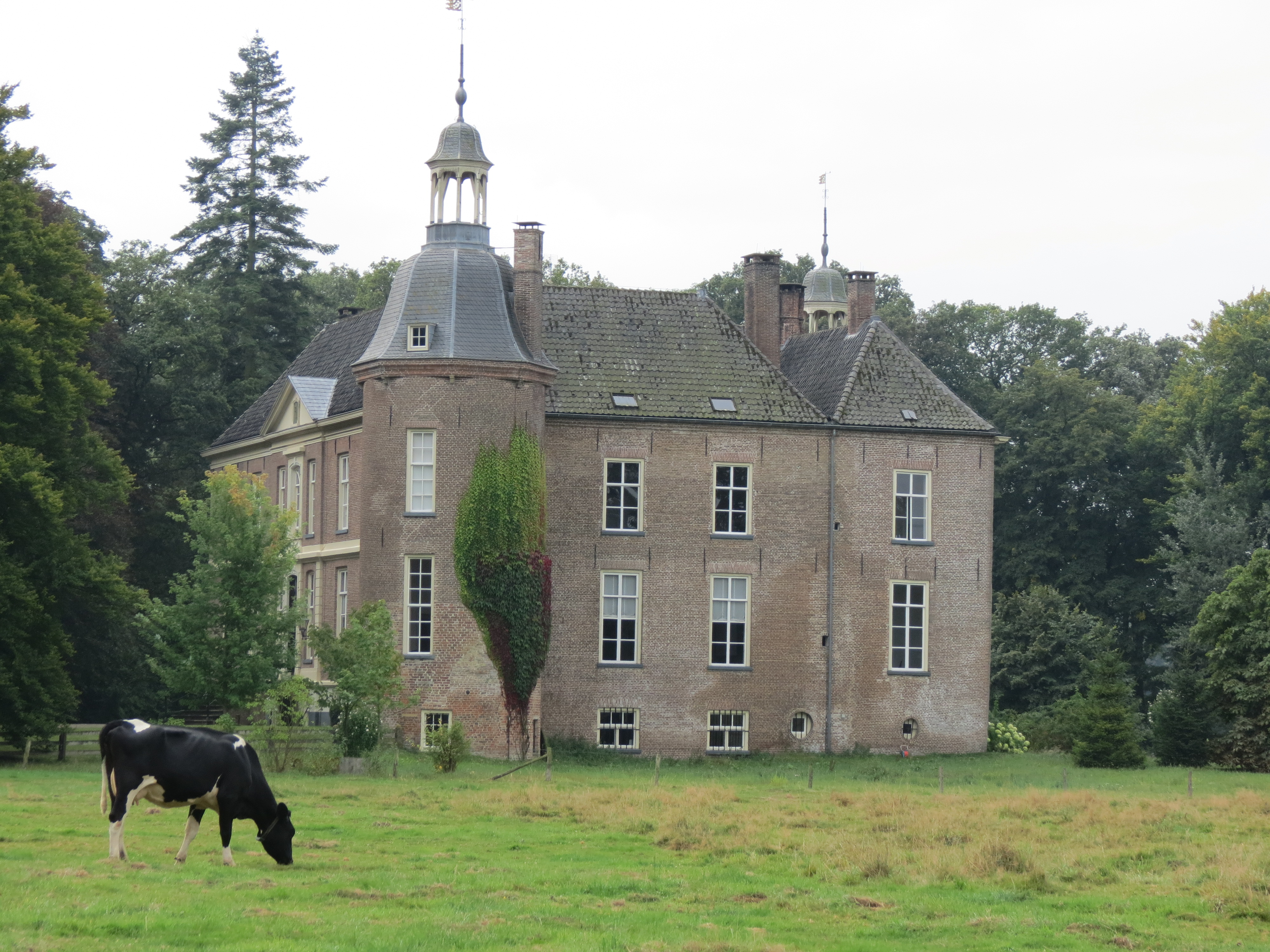
Zijaanzicht